# サーゲイロード
サーゲイロード（Sir Gaylord、1959年-1981年）とは、アメリカ合衆国で生産・調教された競走馬、および種牡馬である。サーアイヴァー(Sir Ivor)などの名種牡馬たちの父となり、サーゲイロード系の祖となった。

## 経歴
1961年にデビュー。東海岸を拠点に積極的に出走し、サップリングステークスなどでステークス競走を4勝、ほかにもフューチュリティステークスなどの大競走でも3着に入るなどの実績を作った。
翌1962年にもエヴァーグレイズステークスなどに勝ち、バハマズステークスではクラシック路線をともに睨む同期のリダンやクリムゾンサタンらをハイアリアパーク競馬場のトラックレコードで撃破した。しかし、ケンタッキーダービーへの出走を目前にして故障が発生、そのまま引退、種牡馬入りすることになった。

## 引退後
ゲイマテルダ（Gay Matelda、アラバマステークスなど）のようなアメリカ国内で活躍する競走馬も出しているが、それ以上にヨーロッパへ輸出された産駒に多くの活躍馬が出ている。のちの1971年にはサーゲイロード自身がフランスに渡っている。
サーゲイロードの種牡馬入り3シーズン目にあたる1965年、同馬の代表産駒であるサーアイヴァーが生まれている。サーアイヴァーはアイルランドで競走馬デビューし、イギリスの2000ギニーとダービーステークス、祖国アメリカのワシントンDCインターナショナルなど大西洋をまたいでの活躍を繰り広げ、さらに種牡馬としても成功してその血統の拡大に成功した。オセアニアで種牡馬として歴史的な功績を残したサートリストラムは、このサーアイヴァーの直仔である。
同じく種牡馬として成功した産駒に、1966年生のハビタット（Habitat）がいる。イギリスで調教された同馬はロッキンジステークスやムーラン・ド・ロンシャン賞などで8戦5勝の戦績を挙げ、種牡馬入りして多数の短距離路線で活躍する競走馬を輩出した。そのうちの1頭がスティールハートで、種牡馬として日本に輸入されてニホンピロウイナーなどの父となった。
サーアイヴァー・ハビタットの産駒からは短距離競走での活躍馬が多いが、サーゲイロード自身からは中長距離の競走で実績を挙げた競走馬も出している。
- Scorpio - 1976年生、牡馬。ジョッキークラブ大賞など。
- Pelerin - 1977年生、牡馬。バーデン大賞など。
- Mariella - 1977年生、牝馬。ローマ賞など。

牝馬では、1971年生でアイリッシュ1000ギニーを制したゲイリー（Gaily）などがいる。
サーゲイロードは1981年にフランスで死亡した。22歳であった。

## 評価

### 主な勝鞍
1961年（2歳）
ナショナルスタリオンステークス、サップリングステークス、タイロステークス、グレートアメリカンステークス
3着 - フューチュリティステークス、シャンペンステークス、ホープフルステークス、カウディンステークス
1962年（3歳）
バハマズステークス、エヴァーグレイズステークス

## 血統表
| サーゲイロードの血統                 | サーゲイロードの血統                      | サーゲイロードの血統     | （血統表の出典）         | （血統表の出典） |
| 父系                                 | ターントゥ系                              | ターントゥ系             | ターントゥ系             | [ § 2 ]          |
| 父 Turn-to 1951 鹿毛 アイルランド    | 父の父Royal Charger 1942 栗毛 イギリス    | Nearco                   | Pharos                   | Pharos           |
| 父 Turn-to 1951 鹿毛 アイルランド    | 父の父Royal Charger 1942 栗毛 イギリス    | Nearco                   | Nogara                   |                  |
| 父 Turn-to 1951 鹿毛 アイルランド    | 父の父Royal Charger 1942 栗毛 イギリス    | Sun Princess             | Solario                  | Solario          |
| 父 Turn-to 1951 鹿毛 アイルランド    | 父の父Royal Charger 1942 栗毛 イギリス    | Sun Princess             | Mumtaz Begum             |                  |
| 父 Turn-to 1951 鹿毛 アイルランド    | 父の母Source Sucree 1940 青鹿毛 フランス  | Admiral Drake            | Craig an Eran            | Craig an Eran    |
| 父 Turn-to 1951 鹿毛 アイルランド    | 父の母Source Sucree 1940 青鹿毛 フランス  | Admiral Drake            | Plucky Liege             |                  |
| 父 Turn-to 1951 鹿毛 アイルランド    | 父の母Source Sucree 1940 青鹿毛 フランス  | Lavendula                | Pharos                   | Pharos           |
| 父 Turn-to 1951 鹿毛 アイルランド    | 父の母Source Sucree 1940 青鹿毛 フランス  | Lavendula                | Sweet Lavender           |                  |
| 母 Somethingroyal 1952 鹿毛 アメリカ | 母の父Princequillo 1940 鹿毛 アイルランド | Prince Rose              | Rose Prince              | Rose Prince      |
| 母 Somethingroyal 1952 鹿毛 アメリカ | 母の父Princequillo 1940 鹿毛 アイルランド | Prince Rose              | Indolence                |                  |
| 母 Somethingroyal 1952 鹿毛 アメリカ | 母の父Princequillo 1940 鹿毛 アイルランド | Cosquilla                | Papyrus                  | Papyrus          |
| 母 Somethingroyal 1952 鹿毛 アメリカ | 母の父Princequillo 1940 鹿毛 アイルランド | Cosquilla                | Quick Thought            |                  |
| 母 Somethingroyal 1952 鹿毛 アメリカ | 母の母Imperatrice 1938 鹿毛 アメリカ      | Caruso                   | Polymelian               | Polymelian       |
| 母 Somethingroyal 1952 鹿毛 アメリカ | 母の母Imperatrice 1938 鹿毛 アメリカ      | Caruso                   | Sweet Music              |                  |
| 母 Somethingroyal 1952 鹿毛 アメリカ | 母の母Imperatrice 1938 鹿毛 アメリカ      | Cinquepace               | Brown Bud                | Brown Bud        |
| 母 Somethingroyal 1952 鹿毛 アメリカ | 母の母Imperatrice 1938 鹿毛 アメリカ      | Cinquepace               | Assignation              |                  |
| 母系(F-No.)                          | Somethingroyal系(FN:2-s)                  | Somethingroyal系(FN:2-s) | Somethingroyal系(FN:2-s) | [ § 3 ]          |
| 5代内の近親交配                      | Pharos 4･4（父内）                        | Pharos 4･4（父内）       | Pharos 4･4（父内）       | [ § 4 ]          |
| 出典                                 | 1. 2. 3. 4.                               | 1. 2. 3. 4.              | 1. 2. 3. 4.              | 1. 2. 3. 4.      |

母サムシングロイヤルは同馬を含めステークス競走勝ち馬を4頭、勝ち上がり産駒に関しては11頭も出した名牝として知られる。同母の半弟にセクレタリアト（Secretariat）などがいる。